# Patrik Berghäll
Patrik Berghäll, född 1973 i Ekenäs, är en finlandssvensk utomhuspedagog, vildmarksguide och författare av historiska faktaböcker och romaner. Berghäll bor i Åbo i Egentliga Finland. Berghäll arbetar med utomhuspedagogik på Folkhälsan. Hans böcker har även översatts till finska.